# Masaya Matsuura
Masaya Matsuura (松浦雅也, Matsuura Masaya) est un compositeur, producteur et game designer japonais, né le 16 juin 1961, à Osaka. Leader de PSY•S, un groupe de J-pop en vogue à la fin des années 1980, il devient au milieu des années 1990 un pionnier du jeu vidéo musical avec des productions originales comme PaRappa the Rapper et Vib-Ribbon. Il est le président de la société de production multimédia NanaOn-Sha.

## Biographie
En 1983, Masaya Matsuura est diplômé de l'Université Ritsumeikan. Il fait la rencontre de la chanteuse Chaka (Mami Yasunori) et fonde, en avril 1983, le groupe PSY•S (サイズ). Le premier album, Different View, sort en 1985. Le style musical du groupe est un mélange expérimental de synthétiseur, de riffs de guitare électrique et de voix perçantes. Compositeur et arrangeur, Masaya Matsuura utilise un synthétiseur Fairlight CMI et est connue pour ses talents multiples, maîtrisant aussi bien le clavier, la guitare et la basse.
À la fin des années 1980, PSY•S jouit d'une importante popularité au Japon grâce à plusieurs hits. Certaines de leur compositions sont utilisées dans des génériques de shows télé, d'anime (notamment Nicky Larson) et dans des films. En 1987, Masaya Matsūra supervise les compositions musicales de l'adaptation anime de To-Y, le manga à succès d'Atsushi Kamijo.
Le développement technologique des années 1990 permet à Masaya Matsuura de satisfaire davantage son intérêt pour la création musicale assistée par ordinateur et ses perspectives interactives. En 1993, il est le premier musicien japonais à sortir un CD-ROM, The Seven Colors, initiative récompensée d'un « Multimedia Grand Prix ». En juin 1996, après dix albums originaux et quatre best of, Masaya Matsūra met un terme au groupe PSY•S et se consacre plus en avant dans ses projets multimédia.
Matsuura fonde une société de production, NanaOn-Sha, basée à Tokyo et principalement axée sur le développement de jeu vidéo. Le premier 'gros' projet est un concept original à base de rythmes hip-hop et de visuels décalés. Sorti en décembre 1996 au Japon, PaRappa the Rapper sur PlayStation connaît un succès d'estime international : il est considéré comme l'un des premiers jeux de rythme moderne de l'histoire. De nouveaux opus verront le jour. L'approche originale de Matsuura se confirme dans d'autres productions comme avec la série Vib-Ribbon (1999), dans laquelle la musique génère littéralement les niveaux.
En 2004, sa contribution innovante à l'industrie du jeu vidéo est récompensée par l'International Game Developers Association (IGDA) qui lui décerne le Prix « First Penguin ».

## À noter
En 1980, la découverte du programme Kaleidoscope sur Apple II constitua une expérience marquante pour Matsuura. L'absence de musique fut cependant vécue comme un énorme manque, au point qu'il décida de l'implémenter lui-même. Ce fut là sa première démarche de création sur micro-ordinateur. 

## Travaux

### Musique
PSY•S
- 1985 - Different View
- 1986 - PIC-NIC
- 1987 - Collection (Compilation)
- 1988 - Mint-Electric
- 1989 - Atlas
- 1990 - Signal
- 1991 - Two Hearts
- 1991 - Holiday
- 1992 - Two Sprits Live PSY'S Best Selection (Live)
- 1993 - Window
- 1994 - Home Made
- 1994 - Emotional Engine
- 1996 - Two Bridge (Compilation)
- 1998 - Brand New Diary + Another Diary (Compilation)

MASAYA MATSUURA
- 1989 - Sweet Home

Les albums ont tous été produit chez Sony Music.

### Multimédia
- 1993 - The Seven Colors • Macintosh
- 1994 - TOOL-X • Macintosh
- 1996 - TuninGlue • Macintosh, Pipp!n

### Jeu vidéo
- 1993 - Metamor Jupiter • Compositeur • PC Engine
- 1996 - PaRappa the Rapper • Producteur, compositeur, concept original • PlayStation
- 1999 - Vib Ribbon • Producteur, compositeur • PlayStation
- 1999 - Um Jammer Lammy • Producteur, compositeur • PlayStation
- 2000 - Rhyme Rider Kerorican  • Wonderswan Color
- 2001 - PaRappa the Rapper 2 • Producteur, compositeur • PlayStation 2
- 2003 - Mojib-Ribbon • PlayStation 2
- 2004 - Vib-Ripple • PlayStation 2
- 2005 - Tamagotchi Connexion: Corner Shop • Nintendo DS
- 2006 - PaRappa the Rapper • Producteur, compositeur • PlayStation Portable
- 2006 - Tamagotchi Connection Corner Shop 2 • Nintendo DS
- 2007 - Rhythmica (en développement)
- 2009 - Major Minor's Majestic March • Wii

Les jeux PlayStation ont été produits par Sony Computer Entertainment et les titres sur autres supports par Namco Bandai.

## Récompenses
MASAYA MATSUURA
- 1997 - Multimedia Grand Prix (Creator Awards) • MMCA Artist Award[6]
- 2004 - Game Developpers Choice Awards • First Penguin Award

PARAPPA THE RAPPER
- 1998 - Interactive Achievement Awards • Game Design et Sound Design
- 1998 - IGDA Spotlight Awards • Innovative Game Design, Use of Audio et Game Soundtrack

UM JAMMER LAMMY
- 2000 - Interactive Achievement Awards • Composition musicale originale